# Le Matin (Belgique)
Pour les articles homonymes, voir Le Matin.
Le Matin est un titre de presse quotidienne belge francophone. 
Sa ligne éditoriale était de type « pluraliste de gauche ».
Il est né en 1998 de la fusion des journaux La Wallonie, Journal et Indépendance et Le Peuple. Son siège était situé rue de la Régence à Liège
. 
Il a définitivement fermé ses portes en mars 2001, après de tentatives de reprise par le groupe français Hersant[réf. nécessaire], puis le groupe italien Poligrafici Editoriale (it).